# Nowe Wikrowo
Nowe Wikrowo [pronunciación en polaco: /ˈnɔvɛ viˈkrɔvɔ/] (en alemán: Klein Wickerau) es un pueblo en el distrito administrativo de Gmina Godkowo, dentro del Distrito de Elbląg, Voivodato de Varmia y Masuria, en el norte de Polonia. Se encuentra aproximadamente 41 kilómetros al este de Elbląg y 47 kilómetros al noroeste del regional capital, Olsztyn.
Antes de 1945, el área era parte de Alemania (Prusia Oriental).
El pueblo tiene una población de 130 habitantes.